# Sociologie des catastrophes
La sociologie des catastrophes est une branche de la sociologie qui analyse les catastrophes (industrielles, technologiques, accidents nucléaires, etc.) en fonction de leurs enjeux sociaux et de leurs conséquences. Ce domaine de recherche s'est développé dans le monde germanique durant les années 1970-1980 sous le nom de Katastrophensoziologie. Ses deux principaux théoriciens sont Lars Clausen et Wolf R. Dombrowsky.
En France, Gaëlle Clavandier a consacré un ouvrage à la sociologie des catastrophes.